# Katherine Lawrence
Katherine « Kathie » Lawrence (11 décembre 1954 - 25 mars 2004), est une nouvelliste et scénariste de télévision et de jeux vidéo.

## Télévision
- 1985 : Le Sourire du dragon
- 1986 : Clair de lune
- 1987 : Les Bioniques
- 1987 : Les Muppet Babies
- 1991 : Beetlejuice
- 1992-1993 : Conan l'Aventurier
- 1994 : Les Motards de l'espace
- 1994 : Mighty Max
- 1995 : Darkstalkers
- 1996 : G.I. Joe Extreme
- 1996 : Hypernauts
- 1996 : Princesse Starla et les Joyaux magiques
- 1998 : Reboot
- 1998 : Shadow Raiders
- 1999 : Roswell, la conspiration
- 2000 : Kong
- 2000 : X-Men: Evolution
- 2002-2003 : Stargate Infinity
- 2006 : Legend of the Dragon

## Ludographie
- 1993 : Mario a disparu !
- 1994 : Inherit the Earth
- 1995 : This Means War!
- 1997 : Battle Vision